# Бро, Франсуа
Франсуа Бро (фр. François Braud, род. 27 июля 1986 года в Понтарлье) — французский двоеборец, двукратный чемпион мира.

## Спортивная карьера
За свою карьеру участвовал в пяти чемпионатах мира, лучший результат - 1-е место в командных соревнованиях на чемпионате мира 2013 в Валь-ди-Фьемме.
В Кубке мира Бро дебютировал в 2005 году, в январе 2007 года впервые попал в десятку лучших на этапе Кубка мира. Всего на сегодняшний момент имеет 10 попаданий в десятку лучших на этапах Кубка мира, 8 в личных соревнованиях и 2 в командных. Лучшим достижением в итоговом зачёте Кубка мира для Бро является 15-е место в сезоне 2008-09.
На Олимпиаде-2006 в Турине стал 5-м в команде, кроме того занял 42-е место в индивидуальной гонке.
На Олимпиаде-2010 в Ванкувере стал 4-м в команде, а также занял 14-е место в соревнованиях с большого трамплина + 10 км и 34-е место в соревнованиях с нормального трамплина + 10 км.

Использует лыжи производства фирмы Fischer.